# Laurence Gartel
Laurence Gartel (* 5. Juni 1956 in New York, NY) ist ein Pionier der Digitalkunst. Seine Arbeiten wurden ausgestellt im MoMA (Museum of Modern Art), The Art Gallery on the Westbrook College, Long Beach Museum of Art, Princeton Art Museum, PS 1, Norton Museum und gehört zur permanenten Sammlung des Smithsonian Institution's Museum für amerikanische Geschichte und der Bibliotheque Nationale.

## Leben
Geboren und aufgewachsen in New York City, hatte Gartel die Gelegenheit,  Andy Warhol zu lehren, wie man einen Amiga-Computer benutzt, besuchte die School of Visual Arts zusammen mit seinem Mitstudenten, Graffiti-Künstler Keith Haring, erwarb seinen BFA-Abschluss mit Schwerpunkt in Grafik und startete eine Karriere im Bereich der Digitalkunst Seite an Seite mit  Nam June Paik im  Media Study/Buffalo im New Yorker Umland. Gartel hatte viele Kooperationen mit Musikern, wie z. B.  Debbie Harry (Blondie) Sid Vicious (Sex Pistols), Stiv Bators (Dead Boys), Johnny Thunders (New York Dolls), Ace Frehley (Kiss) und Wendy O. Williams (Plasmatics). Gartel hat Kunst kreiert für Popkultur-Stars wie Justin Timberlake und Britney Spears.
Eine von Gartels meist bekannten Kampagnen ist die für Absolut Vodka 1990. Diese Werbung wird angesehen als die erste Digital Art-Werbung.
Seine Biographie ist aufgenommen in  "Who's Who," "Who's Who in the East," "Who's Who in America," "Who's Who in American Art," and "Who's Who in the World."

## Veröffentlichungen
- Laurence Gartel: A Cybernetic Romance veröffentlicht von Gibbs Smith, (c) 1989 Utah. Die Einführung zu diesem Buch wurde geschrieben von Video-Guru  Nam June Paik.
- GARTEL: Arte & Tecnologia veröffentlicht von Edizioni Mazzotta, (c) 1998 Mailand, Italien. Die Einführung zu diesem Buch wurde geschrieben von dem bekannten Kunsthistoriker und -kritiker Pierre Restany.
- Gartel wurde kürzlich aufgenommen in das italienische Kunsthistorik-Buch: La Storia Dell Arte veröffentlicht von Editions Giunti (c) 2001, Florenz.  Michelangelo auf der Vorderseite des Buches und Gartel auf der letzten Seite als Repräsentat der "NEW VISUAL LANGUAGES" (neue visuelle Sprachen).

## Erwähnenswerte Vorträge
- 30 Years of Digital Art: A personal highway experience aus Anlass der  Notacon (2004)